# Лёйкс, Франс
Франс Лёйкс (нидерл. Frans Luycx, также Lux, Leux, Laix, Löx, Leix, Lieix, Leuycx или Likh; 17 апреля 1604, Антверпен, Брабант — 1 мая 1668[…], Вена) — фламандский художник эпохи барокко, придворный живописец императора Священной Римской империи Фердинанда III.

## Жизнь и творчество
Родился в 1604 году в Антверпене в зажиточной семье торговца шёлковыми тканями. В 1618 году Франс Лёйкс поступил в обучение к художнику Ремаклю Сина, работы которого до нас не дошли. Через 2 года Лёйкс перешёл в мастерскую П. П. Рубенса, где познакомился с А. ван Дейком, работавшим там же в период с 1617 по 1620 год. В 1620 Лёйкс вступил в антверпенскую гильдию художников Святого Луки. В 1635 году уехал в Италию, некоторое время жил в Риме, где изучил творчество итальянских мастеров. 
1 января 1638 года Лёйкс был назначен придворным художником императора Фердинанда III с жалованием 600 флоринов в год. В качестве придворного живописца Лёйкс большую часть времени проводил в Вене. Однако, например, в 1646 году он посетил Грац. В том же году он создал  портрет австрийского эрцгерцога, родного брата императора, генералиссимуса Леопольда Вильгельма Австрийского, который в дальнейшем покровительствовал художнику и заказал у него ещё несколько картин.
В 1650 году художник, по поручению императора, посетил резиденции имперских курфюрстов и написал их портреты. Не позднее 1645 года Лёйкс был возведён в дворянство с фамилией Люкс (Лёйкс) фон Люксенштейн. 
После смерти Фердинанда III в 1657 году Лёйкс был подтверждён в должности придворного художника его преемником — императором Леопольдом I.
Скончался в 1668 году в Вене. 

## Семья
Лёйкс был женат трижды. От второй супруги, Элеоноры, урождённой Клауренс, он имел троих детей. 

## Наследие
На службе у австрийских императоров он писал преимущественно портреты. Подписывал свои работы различным образом — Luycx, Lux, Leux, Laix, Löx, Leix, Lieix, Leuyсх. В настоящее время полотна Лёйкса хранятся в музеях Стокгольма, Вены, Праги, Дрездена, Будапешта, Копенгагена, Инсбрука и др.

## Галерея

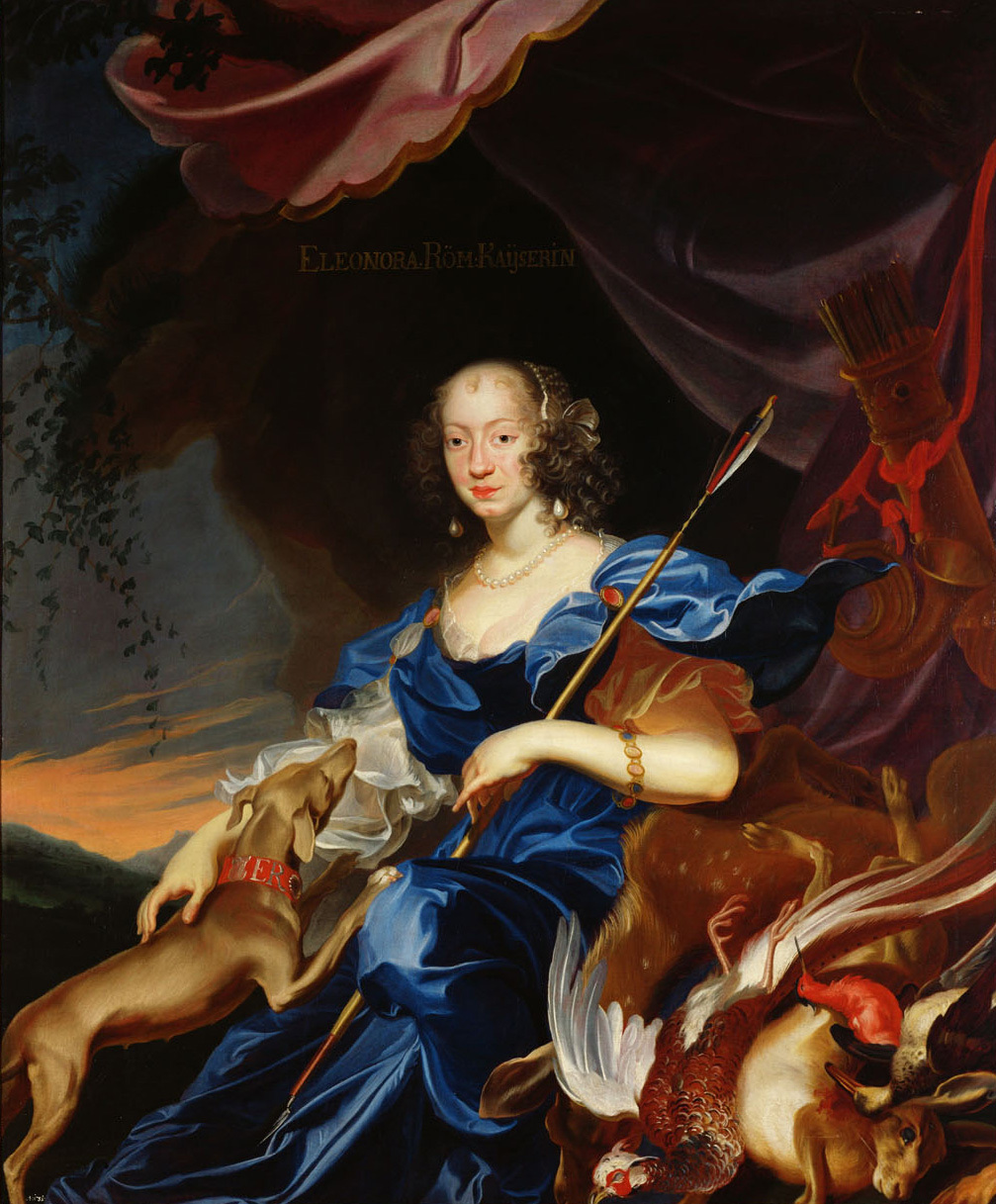
Портрет императрицы Элеоноры в образе Дианы (после 1651)
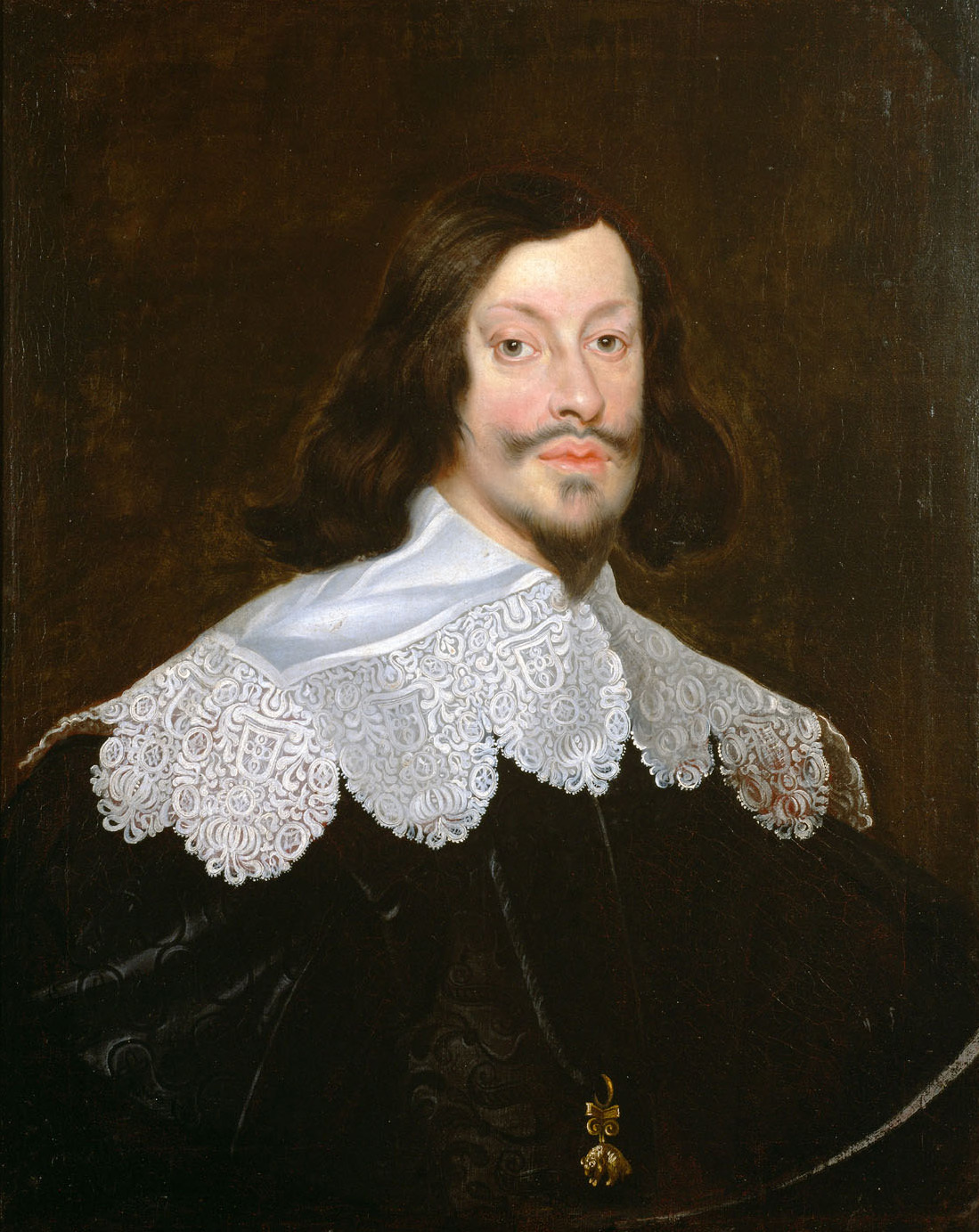
Портрет императора Фердинанда III (ок. 1638)
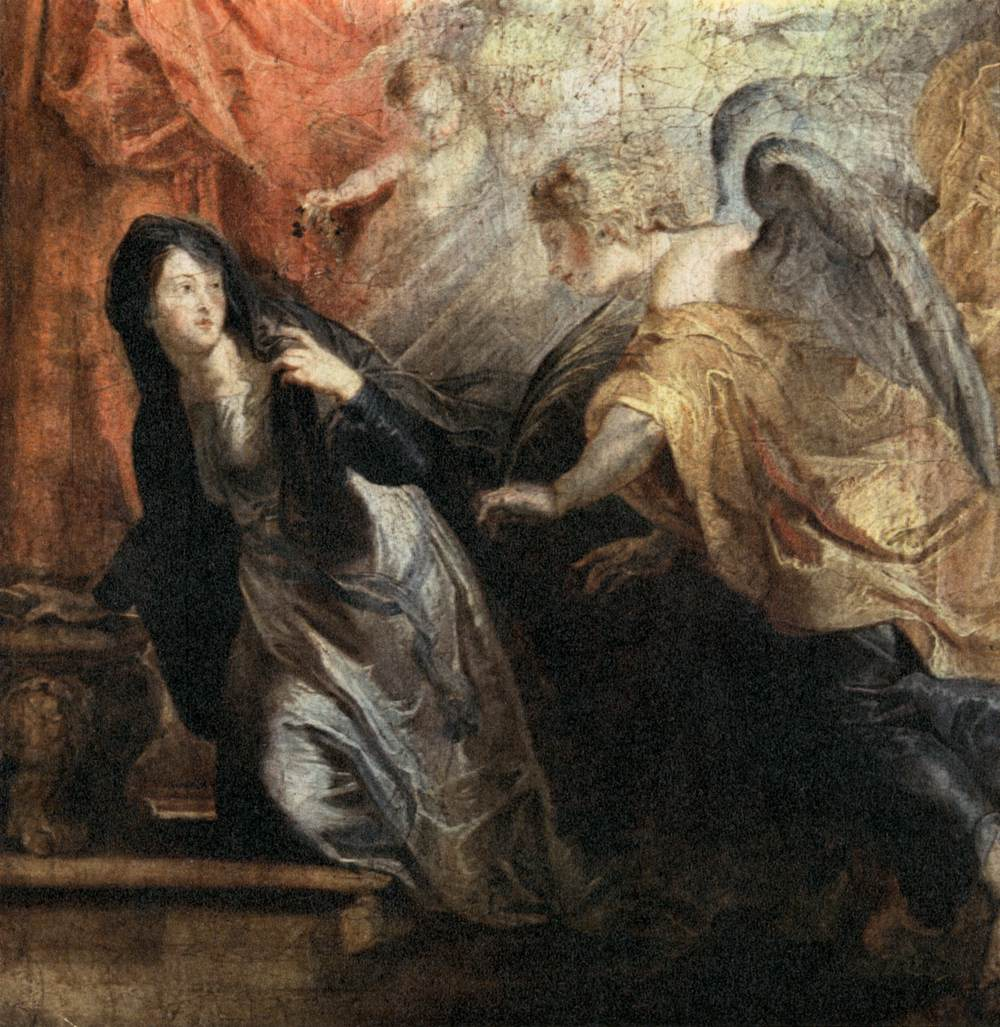
Благовещение
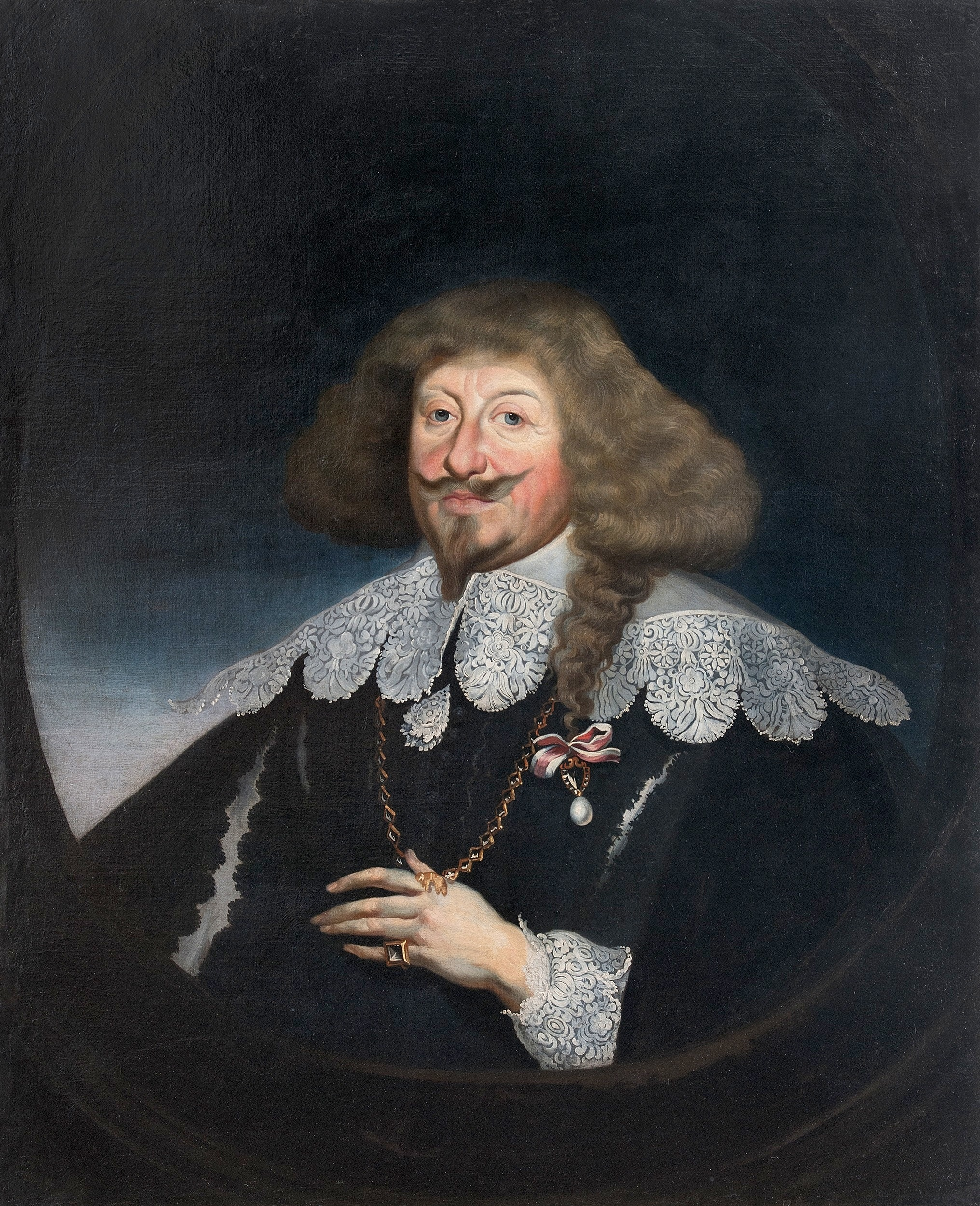
Портрет короля Польши Владислава IV